# István Kiss (długodystansowiec)
István Kiss (ur. 7 maja 1940) – węgierski lekkoatleta, długodystansowiec.
Odpadł w eliminacjach biegu na 5000 metrów na mistrzostwach Europy w 1962 w Belgradzie.
Zdobył brązowy medal w biegu na 3000 metrów na pierwszych europejskich igrzyskach halowych w 1966 w Dortmundzie, ulegając jedynie Haraldowi Norpothowi z RFN i Siegfriedowi Herrmannowi z NRD. Na mistrzostwach Europy w 1966 w Budapeszcie zajął 7. miejsce w biegu na 5000 metrów.
Był mistrzem Węgier w biegu na 5000 metrów, indywidualnie w 1962, a drużynowo w 1961, 1862, 1964 i 1966.
Jego rekord życiowy w biegu na 3000 metrów wynosił 8:00,0 (ustanowiony 30 maja 1966 w Londynie), a w biegu na 5000 metrów 13:42,2 (14 sierpnia 1965 w Londynie).